# Big Walnut Creek (Scioto River)
Der Big Walnut Creek ist ein linker Nebenfluss des Scioto Rivers im zentralen US-Bundesstaat Ohio. Er entspringt etwa 2 km südwestlich von Mount Gilead im Morrow County. Danach fließt er in südlicher Richtung parallel zum Alum Creek und wird östlich von Sunbury zum Hoover Reservoir im Blendon Township aufgestaut. Das Hoover Memorial Reservoir stellt einen bedeutenden Wasserspeicher für die Großstadt Columbus dar und beinhaltet rund 80 Milliarden Liter Wasser. Der See hat eine Oberfläche von etwa 13,25 km². Der Staudamm wurde 1955 erbaut und erreicht eine Höhe von 29 m und eine Länge von 787 m. Der Big Walnut Creek fließt weiterhin südwärts durch die Orte Gahanna und Whitehall und erreicht den Three Creeks Columbus Metro Park, wo er seine beiden wichtigsten Nebenflüsse Alum Creek und Blacklick Creek aufnimmt. An der Countygrenze von Franklin und Pickaway County bei Lockbourne mündet er in den Scioto River.
Nicht zu verwechseln ist der Big Walnut Creek mit dem kleineren Walnut Creek, der etwas weiter südlich in den Scioto River mündet.